# Abdullah Hel Baki
Abdullah Hel Baki (bengalisch আবদুল্লাহ হেল বাকি) (* 1. August 1989 in Gazipur) ist ein bangladeschischer Sportschütze.
Er trat bei den Olympischen Sommerspielen 2016 in Rio de Janeiro und 2020 in Tokio an. Im Wettbewerb 10 m Luftgewehr belegte er 2018 Platz 25 und 2020 Platz 41.
Bereits vor seiner ersten Olympiateilnahme gewann er eine Silbermedaille bei den Commonwealth Games 2014 in Glasgow und eine Bronzemedaille bei den Commonwealth Games 2010 in Delhi.
Bei den Commonwealth Games 2018 in Gold Coast war er bei der Eröffnungszeremonie als Fahnenträger seiner Nation. In diesem Wettbewerb errang er eine Silbermedaille.